# Савка, Андрей
Андрей Савка (13 декабря 1619 года, Стебник, Габсбургская монархия — 24 мая 1661 года, Мушина, Речь Посполитая) — лемковский разбойник и герой фольклора из Дукли (территория современной Польши).
Андрей Савка родился в 1619 году в селе Стебник (район Бардеёв, территория современной Словакии). Происходил из семьи православного дьяка. Стал разбойником в 1638 году. Впоследствии организовал собственную дружину. Возглавлял крупный повстанческий отряд, состоявший преимущественно из русинов, во время Подгальского крестьянского восстания под руководством А. Костки-Наперского в 1651 году. В 1661 году был схвачен, предан пыткам и повешен польскими карателями.